# Västerån
Västerån är en av åarna i Österfärnebo socken, Gästrikland, Sverige som mynnar i Fängsjön, den centrala sjön sydväst om kyrkan. Västerån består av två åar som ger tillflöden: Ulvkisboån och Oppsjöån. Den rinner genom byarna Sterte, Fors, Berg, Kräbäck och så ut i Fängsjön strax efter att den passerat gränsen till See.
Längs Västerån finns på Kräbäcks område Torsberget som har varit föremål för diskussion om ifall det rör sig om en gammal fornborg.[källa behövs] Berget är brant och har utsikt över Fängsjön och omlandet. För ett par tusen år sedan var det en förnämlig plats om man ville hålla uppsikt över eventuella fiender. På Torsberget har i senare tider varit en hoppbacke.

## Folktro
Vid Torsberget bor enligt gamla sägner en drake som har rika skatter gömda i berget. Draken har setts av nu avlidna Färnebobor. Draken har skatter på tre ställen i Österfärnebo, i Torsberget, på en loge i Hornberg samt i Kummelåsen. Han har vid flera tillfällen setts sitta och putsa sina guldmynt. Man kan bara se skatten torsdagsnätter med fullmåne och man måste vara knäpptyst, annars ser man inget. Hotfulla händelser uppe på Torsberget under torsdagsnätter har rapporterats av nutida skattsökare.[källa behövs]